# Харви (тауншип, Миннесота)
Харви (англ. Harvey) — тауншип в округе Микер, Миннесота, США. На 2000 год его население составило 445 человек.

## География
По данным Бюро переписи населения США площадь тауншипа составляет 100,9 км², из которых 99,8 км² занимает суша, а 1,1 км² — вода (1,05 %).

## Демография
По данным переписи населения 2000 года здесь находились 445 человек, 143 домохозяйства и 119 семей.  Плотность населения —  4,5 чел./км².  На территории тауншипа расположено 149 построек со средней плотностью 1,5 построек на один квадратный километр. Расовый состав населения: 98,88 % белых, 1,12 % — других рас США. Испанцы или латиноамериканцы любой расы составляли 1,12 % от популяции тауншипа.
Из 143 домохозяйств в 49,0 % воспитывались дети до 18 лет, в 78,3 % проживали супружеские пары, в 2,8 % проживали незамужние женщины и в 16,1 % домохозяйств проживали несемейные люди. 14,0 % домохозяйств состояли из одного человека, при том 2,1 % из — одиноких пожилых людей старше 65 лет. Средний размер домохозяйства — 3,11, а семьи — 3,44 человека.
32,6 % населения — младше 18 лет, 8,3 % — в возрасте от 18 до 24 лет, 27,0 % — от 25 до 44, 23,4 % — от 45 до 64, и 8,8 % — старше 65 лет. Средний возраст — 35 лет. На каждые 100 женщин приходилось 113,9 мужчин.  На каждые 100 женщин старше 18 приходилось 117,4 мужчин.
Средний годовой доход домохозяйства составлял 46 750 долларов, а средний годовой доход семьи —  46 750 долларов. Средний доход мужчин —  30 156  долларов, в то время как у женщин — 23 750. Доход на душу населения составил 18 299 долларов. За чертой бедности находились 7,9 % семей и 8,7 % всего населения тауншипа, из которых 10,2 % младше 18 и 5,0 % старше 65 лет.